# Melidectes
Melidectes és un gènere d'ocells de la família dels melifàgids (Meliphagidae). Les espècies són endèmiques de Nova Guinea.

## Descripció
Són ocells de mida mitjana, d'aspecte variat però que posseeixen un bec llarg i de vegades gruixut i una peça nua al voltant de l'ull que és força grossa i de colors vius en algunes espècies.

## Hàbitat
El gènere està restringit de manera aclaparadora als entorns de muntanya. Ocupen boscos de muntanya, vores de bosc, matolls alpins i matolls arbustius a les praderies. En alguns casos en què dues espècies ocupen àmbits similars, per exemple el mejamel de Belford i el menjamel cellagroc a les serralades Schrader, les dues espècies s'exclouen mútuament i es troben en actituds diferents.

## Alimentació
La dieta d'aquests menjamels no es coneix per a totes les espècies, però per a les que es coneixen està formada per insectes, nèctar, pol·len, fruita i baies. S'alimenten a tots els nivells del bosc, i en arbustos i matolls en ambients més oberts. Alguns s'han vist alimentant-se a terra, sigui de plantes a terra o recollint a través de la fullaraca. Normalment, s'alimenten sols, també buscant menjar en parelles o en petits grups. Com molts menjamels, poden ser agressius vers altres ocells, inclosos els picots, altres menjamels i fins i tot altres membres del gènere. Un estudi va trobar que el menjamel de Belford defensa de manera agressiva les flors del paràsit de les arrels Mitrastemmaa del menjamel maquillat.

## Taxonomia
El gènere Melidectes va ser introduit pel zooleg britànica Philip Lutley Sclater l'any 1874.
L'any 2020 es van traslladar tres espècies addicionals (M. fuscus, M. princeps i M. nouhuysi) al gènere recuperat Melionyx a partir dels resultats d'un estudi filogenètic molecular publicat el 2019.
El nom genèric deriva del grec antic «meli» que significa “mel” i «dektes» “captaire” o “receptor”.
Segons la Classificació del Congrés Ornitològic Internacional (versió 15.1, 2025) aquest gènere està format per 6 espècies:
- Melidectes ochromelas - menjamel de celles canyella.
- Melidectes leucostephes - menjamel de Vogelkop.
- Melidectes belfordi - menjamel de Belford.
- Melidectes rufocrissalis - menjamel cellagroc.
- Melidectes foersteri - menjamel de Foerster.
- Melidectes torquatus - menjamel maquillat.